# Borislav Jovanović (cầu thủ bóng đá)
Borislav (Boki) Jovanović (tiếng Serbia: Борислав Јовановић, sinh 16 tháng 8 năm 1986) là một cầu thủ bóng đá Serbia, hiện tại thi đấu cho FC Banants ở Giải bóng đá ngoại hạng Armenia.
Anh chuyển đến Ergotelis từ câu lạc bộ Serbia FK Inđija ngày 1 tháng 6 năm 2011.